# Chégamat
Chégamat (também escrito Chegamate) é uma vila na comuna de Oued El Alenda, no distrito de Mih Ouensa, província de El Oued, Argélia. A vila está localizada a 3 quilômetros (1,9 milhas) ao sudeste de Oued El Alenda e 15 quilômetros (9,3 milhas) a sudoeste da capital provincial El Oued.